# 이갑식
이갑식(李甲植, 1904년 2월 10일 한성부 ~ 1972년 7월 8일)은 제3,4대 민의원의원을 지낸 대한민국의 정치인이다. 조선식산은행을 거쳐 중공업 분야에 종사한 기업인이기도 하며, 20대 때는 경성 축구단에 소속되어 잠시 축구 선수로도 활약했었다.

## 약력
- 일본 신호상과대학 졸업
- 조선식산은행 근무
- 조선기계제작소 이사장
- 대한신철공업회 이사장
- 한국군수산업촉진회 이사
- 자유당 전남도당 위원장
- 자유당 중앙위원
- 자유당 선거대책위원장

## 역대 선거 결과
|  | 12.58% |

|  | 53.01% |

|  | 61.91% |

|  | 29.96% |

## 참고자료
- 이갑식 - 대한민국헌정회
- “3代議員 李甲植씨” (PDF). 한국일보. 1972년 7월 9일. 7면면. 2016년 3월 6일에 원본 문서 (PDF)에서 보존된 문서. 2008년 4월 3일에 확인함.